# Eleccions legislatives noruegues de 1989
Les eleccions legislatives noruegues de 1989 se celebraren l'11 de setembre de 1989 per a renovar els 169 membres del Storting, el parlament de Noruega. Els més votats foren els laboristes noruecs, però es formà un govern de coalició conservadora dirigit per Jan Peder Syse, però que hagué de dimitir al cap d'un any i la laborista Gro Harlem Brundtland fou nomenada primer ministre de Noruega.

## Resultats
|         |                                                                                                   |         |      |      |          |        |
| Partits | Partits                                                                                           | Vots    | Vots | Vots | Escons   | Escons |
| Partits | Partits                                                                                           | #       | %    | ± %  | #        | ±      |
|         | Partit Laborista Noruec (Det norske Arbeiderparti)                                                | 907,393 | 34.3 | -6.5 | 63 / 165 | 8      |
|         | Partit Conservador (Høyre)                                                                        | 588,682 | 22.2 | -8.2 | 37 / 165 | 13     |
|         | Partit del Progrés (Fremskrittspartiet)                                                           | 345,185 | 13.0 | +9.3 | 22 / 165 | 20     |
|         | Partit Socialista d'Esquerra (Sosialistisk Venstreparti)                                          | 266,782 | 10.1 | +4.6 | 17 / 165 | 11     |
|         | Partit Democristià (Kristelig Folkeparti)                                                         | 224,852 | 8.5  | +0.2 | 14 / 165 | 2      |
|         | Partit de Centre (Senterpartiet)                                                                  | 171,269 | 6.5  | -0.1 | 11 / 165 | 1      |
|         | Partit Liberal (Venstre)                                                                          | 84,740  | 3.2  | +0.1 | 0 / 165  | =      |
|         | Llista dels Comtats pel Desenvolupament i la Solidaritat (Fylkeslistene for Miljø og Solidaritet) | 22.126  | 0,8  | -    | 0 / 165  | =      |
|         | Partit Ambiental Els Verds (Miljøpartiet De Grønne)                                               | 10,136  | 0.4  | -    | 0        | -      |
|         | Stop Immigració (Stopp Innvandringen)                                                             | 8,963   | 0.3  | -    | 0        | -      |
|         | Futur per Finnmark (Framtid for Finnmark)                                                         | 8,817   | 0.3  | -    | 1 / 165  | -      |
|         | Partit dels Pensionistes (Pensjonistpartiet)                                                      | 7,863   | 0.3  | 0.0  | 0        | 0      |
|         | Liberals - Partit Europa (De Liberale - Europapartiet)                                            | 470     | 0.02 | -    | 0        | -      |
|         | Gent Lliurement Escollida (Frie Folkevalgte)                                                      | 320     | 0.01 | 0.0  | 0        | 0      |
|         | Total 2,647,604                                                                                   | 100%    | 100% | 100% | 165      | 165    |